# Sagavanirktok River
Der Sagavanirktok River ist ein 298 Kilometer langer Fluss in der North-Slope-Region im Norden des US-Bundesstaats Alaska.

## Verlauf
Der Sagavanirktok River entspringt an der Nordflanke der Brookskette zwischen den Endicott und den Philip Smith Mountains auf einer Höhe von etwa 1500 m. Er fließt in nördlicher Richtung und mündet bei Deadhorse in die Beaufortsee.
Zwischen Atigun Pass und Deadhorse verlaufen der Dalton Highway und die Trans-Alaska-Pipeline über weite Strecken parallel zum Sagavanirktok River. Unterhalb der Einmündung des Lupine River bildet der Sagavanirktok River einen verflochtenen Fluss. 50 km vom Meer entfernt spaltet sich der Fluss in mehrere größere Flussarme aus und bildet ein Flussdelta.
Größere Nebenflüsse sind Atigun River von links sowie Accomplishment Creek, Ribdon River, Lupine River und Ivishak River von rechts.

## Hydrologie
Die Abflüsse des Sagavanirktok River wurden zwischen 1971 und 1978 am Pegel 15910000 bei Flusskilometer 156 unterhalb der Einmündung des Lupine River gemessen. Dabei wurde ein mittlerer Abfluss (MQ) von 46,9 m³/s ermittelt. Beim Pegel 15908000 bei Flusskilometer 167 oberhalb der Einmündung des Lupine River ergaben Abflussmessungen zwischen 1983 und 2022 einen mittleren Abfluss von 47,8 m³/s.

## Flussfauna
Zur Flussfauna des Sagavanirktok River gehören Arktische Äsche, Dolly-Varden-Forelle, Quappe und Coregoninae (whitefish). Während die Arktische Äschen das ganze Jahr über im Fluss leben, verbringen die Dolly-Varden-Forellen die eisfreie Zeit zur Nahrungsaufnahme im Meer und kehren erst Ende August zum Laichen und zur Überwinterung zurück in das Flusssystem.

## Name
Die Bezeichnung der Eskimos für den Fluss wurde 1901 von S. J. Marsh, einem Prospektor, als „Sawanukto“ aufgezeichnet, was so viel wie „starke Strömung“ bedeutet.